# 臨床検査技師等に関する法律
臨床検査技師等に関する法律（りんしょうけんさぎしとうにかんするほうりつ、昭和33年4月23日法律第76号）は、臨床検査技師の資格等を定め、もって医療および公衆衛生の向上に寄与することに関する日本の法律である。
1958年（昭和33年）4月23日に公布された。

## 構成
- 第1章 - 総則（第1条~第2条）
- 第2章 - 免許（第3条~第10条）
- 第3章 - 試験（第11条~第17条）
- 第4章 - 業務等（第18条~第20条の2の2）
- 第4章の2 - 衛生検査所（第20条の3~第20条の9）
- 第5章 - 罰則（第21条~第25条）

## 沿革
- 昭和33年4月23日

議員発議により成立、同7月施行。制定時の題名は「衛生検査技師法」。当初の衛生検査技師の定義は『都道府県知事の免許を受け、衛生検査技師の名称を用いて、医師の指導監督の下に、細菌学的検査、血清学的検査、血液学的検査、病理組織学的検査、原虫・寄生虫学的検査その他の政令で定める検査を行うことを業とする者をいう』とされた。高等学校卒業後2年教育を受けた者が厚生大臣の試験に合格した場合に与えるとされたが、それまでに既に病院などで2年以上衛生検査業務に従事していた者にも経過措置として受験資格が認められた。当初は都道府県知事免許であり、業務も検体検査のみで生化学検査は政令で定められていた。
- 昭和45年5月21日

衛生検査技師業務に生理学的検査と採血が加わった臨床検査技師免許が創設された（3年教育、厚生大臣免許）。また衛生検査所の任意登録制度が法律内に包含されたため、法律名称は臨床検査技師、衛生検査技師等に関する法律と改められた。
- 昭和55年12月6日

法律の一部改正（昭和55年法律第105号）により、衛生検査所の任意制から義務登録に改められた。
- 平成17年5月2日

法律の一部改正（平成17年法律第39号）により臨床検査技師の定義の見直し（「医師の指導監督」から「医師又は歯科医師の指示」に改め）と、衛生検査技師制度の廃止が決定された。これまで衛生検査技師である者は引き続き業務を行うことができるとされた(平成17年改正法附則第3条第3項)。また臨床検査技師の生理学的検査の規定を政令から省令へ移した。また、法律名称も臨床検査技師等に関する法律と改められた。
- 平成26年6月18日

法律の一部改正（平成26年法律第83号）により、臨床検査技師の業務に検体採取が加えられた。